# Silver Bullet
Silver Bullet (Miedo azul en España, Los chacales de la luna en Argentina, Bala de plata en México o Cacería en luna llena según el estreno en vídeo de México y La bala de plata en Venezuela) es una película de terror de 1985 dirigida por Dan Attias y producida por Dino De Laurentiis. La película está basada en la novela El ciclo del hombre lobo (1983) de Stephen King. Está protagonizada por los actores Gary Busey, Everett McGill, Megan Follows, Corey Haim, Terry O’Quinn, Lawrence Tierney, Bill Smitrovich, Kent Broadhurts, David Hart y James Gammon.

## Argumento
Jane Coslaw, quien es la narradora de la película, es la hermana mayor de una familia de cuatro personas, que además, es algo disfuncional. Su historia comienza en la primavera del año 1976 y se concentra en la tensa relación que tiene por entonces Jane con su hermano menor, quién es parapléjico y se llama Marty (Haim), y con sus padres llamados Nan y Bob. Esta difícil situación, cambiará cuando comienzan a suceder una serie de asesinatos en su pequeño pueblo, Tarker's Mills (“Molinos de Tarker”) ubicado en el estado de Maine. 
Todo comienza cuando un trabajador del ferrocarril, Arnie Westrum (Gammon), es decapitado por algo, y los ciudadanos del pueblo creen que es un hombre lobo, por las pistas que encuentran. El forense del condado, por el contrario, cree que Arnie Westrum se desmayó sobre las vías férreas y allí fue arrollado por un tren. Poco después, una mujer habitante del pueblo, Stella Randolh (Wendy Walker), se prepara para suicidarse ya que se siente sola y además está embarazada, pero antes de poder hacer algo, es brutalmente asesinada en su propia habitación. El asesinato queda sin resolver y el miedo empieza a crecer entre los habitantes del pueblo. La siguiente víctima es un hombre llamado Milt Sturmfuller. De repente, comienza a escuchar sonidos en el tejado de su invernadero y cree que son adolescentes haciendo travesuras, así que sale decidido a enfrentarlos y asustarlos con una escopeta. En su lugar, Milt se encuentra con un hombre lobo que lo ataca y mata. La siguiente víctima es Brady Kinkaid, el mejor amigo de Marty. A raíz de esto, los lugareños forman un grupo de vigilancia. Aunque el reverendo y el sheriff intentan que no tomen la justicia por su mano, Herb, el padre de Brady, los regaña y alienta a los demás.
El grupo busca al asesino en el bosque cuando empiezan a ser atacados y asesinados. Algunos de los sobrevivientes del ataque juran no haber visto nada extraño durante el suceso. Después del ataque el reverendo del pueblo, Lowe, tiene un sueño muy extraño en que está presidiendo un funeral múltiple en la iglesia y entonces todos los presentes e incluso los cuerpos en los ataúdes comienzan a transformarse en hombres lobo y lo atacan. Lowe despierta gritando y pidiendo a Dios que la pesadilla termine. 
En el pueblo comienzan a establecer toques de queda, como resultado. Incluso cancelan el espectáculo de fuegos artificiales anual que hacen en el pueblo por la fiesta del 4 de julio. Una familia decide tener su propia fiesta en el patio de su casa. Uno de estos vecinos le regala unos petardos a Marty para que celebre su propia fiesta y éste sale en la noche a encenderlos en medio de un puente. Estando allí se encuentra cara a cara con el hombre lobo, con quien se enfrenta y logra salir apenas con vida. La criatura no se va indemne, uno de los petardos encendidos, impacta en su ojo izquierdo dejándolo herido. 
Marty emprende una búsqueda por el pueblo para encontrar a alguien con un ojo herido o perdido recientemente. De esta forma, los hermanos se dan cuenta de que el reverendo Lowe tiene ahora un ojo herido, oculto con un parche, precisamente el izquierdo. Marty, al ver que ningún adulto creería su historia, comienza a enviar notas anónimas de amenaza al reverendo Lowe, diciéndole que conoce su secreto y que debería suicidarse para darle fin a tantas matanzas. De esta forma el reverendo comienza a caer en la cuenta de los asesinatos que ha cometido y las razones que lo llevaron a matar a cada una de estas personas; luego pide disculpas a Marty por los hechos ocurridos, aunque posteriormente intenta ahogarlo en el río. Marty es salvado por un agricultor local llamado Elmer Zinnemann.
Entonces Marty y su hermana hablan con su tío Red de su campaña de cartas de amenaza al reverendo y revelan que éste está relacionado con los asesinatos que han venido ocurriendo, pero que tienen muy pocas pruebas en su contra. Red persuade al sheriff Haller de que investigue al reverendo y este descubre que el clérigo se ha encerrado en su garaje para evitar asesinar a más personas, pero entonces Lowe se transforma en hombre lobo y asesina a Haller golpeándolo varias veces en la cabeza con un bate de béisbol. 
Sabiendo que vendrá a por ellos, Marty y Jane convencen a Red de que lleve los colgantes de sus cadenas, la cruz de plata de Jane y el medallón de plata de Marty, al armero, para que los funda y haga una bala. En la siguiente noche de luna llena, esperan al hombre lobo, que corta la electricidad de la casa y entra, atacando a Red. En la lucha cuerpo a cuerpo la bala casi se pierde, pero Marty la recupera y dispara al hombre lobo en el ojo derecho. El monstruo vuelve a ser Lowe antes de morir. Mientras el trío se recupera de la conmoción, los hermanos se dicen que se aman y se abrazan, y la Jane actual dice que aunque no siempre había podido decirlo, desde ese momento sí pudo decirlo.

## Reparto
| Actor            | Personaje                              | Notas |
| ---------------- | -------------------------------------- | ----- |
| Gary Busey       | Tío Red                                |       |
| Everett McGill   | Reverendo Lester Lowe / Hombre Lobo    |       |
| Corey Haim       | Marty Coslaw                           |       |
| Megan Follows    | Jane Coslaw                            |       |
| Terry O'Quinn    | Sheriff Joe Haller                     |       |
| Robin Groves     | Nan Coslaw, la madre de Marty y Jane   |       |
| Leon Russom      | Bob Coslaw, el padre de Marty y Jane   |       |
| Bill Smitrovich  | Andy Fairton                           |       |
| Lawrence Tierney | Owen Knopfler                          |       |
| Kent Broadhurst  | Herb Kincaid, el padre de Brady        |       |
| James Gammon     | Arnie Westrum                          |       |
| Wendy Walker     | Stella Randolph                        |       |
| James A. Baffico | Milt Sturmfuller                       |       |
| Joe Wright       | Brady Kincaid, el mejor amigo de Marty |       |
| David Hart       | Pete Maxwell                           |       |
| Herb Harton      | Elmer Zinneman                         |       |
| Michael Lague    | el novio de Stella                     |       |
| William Newman   | Virgil Cuts                            |       |
| Tovah Feldshuh   | Jane adulta                            | Voz   |

## Diferencias con respecto a la novela
Varios personajes de la novela sufrieron modificaciones para la película: Jane Coslaw se llamaba Kate en la novela; Bob Coslaw pasó a llamarse Herman; el tío Red era el tío Al; y en la novela el sheriff Haller era un agente de policía llamado Lander Neary. Además, en la novela había un personaje llamado Alfie Knopfler que poseía el único restaurante del pueblo, mientras que en la película dicho personaje pasó a ser el dueño del único bar del pueblo. 
Además dos personajes, el vagabundo y Clyde Corliss, no aparecen en la película.

## Producción
El rodaje comenzó en octubre de 1984, y se prolongó unos dos meses y medio. En la novela, el hombre lobo se comunica por medio de gruñidos que parecen palabras, pero en la película esto se eliminó después de una reescritura del guion. El actor Gary Busey se sintió muy identificado con el personaje del tío Red, así que se le permitió improvisar casi todas sus frases. A Stephen King le gustó mucho la adaptación del libro y participó en la realización de varias escenas. También pidió que el diseño del hombre lobo fuera sencillo y difícil de ver, al contrario que los enormes monstruos feroces habituales en otros libros y películas de principios y mediados de los años 1980 que seguían la estela comenzada con Aullidos y Un hombre lobo americano en Londres. Como resultado, la criatura diseñada siguiendo su consejo por Carlo Rambaldi se parece más a un oso negro que a otra cosa. Al productor Dino de Laurentiis le disgustó y exigió cambiarlo, a lo que King y Rambaldi se negaron. Finalmente, la preproducción se retrasó y el director Don Coscarelli comenzó a rodar las escenas del hombre lobo sin este presente, a la espera del traje. Tras terminarlas y no saber cómo terminaría todo, Coscarelli renunció como director y fue reemplazado por Attias. Cuando se le presionó para cancelar la película o aceptar el diseño, de Laurentiis cedió y permitió que la filmación continuara con el diseño de Rambaldi. Se contrató a un bailarín de danza moderna para las acrobacias con el traje, pero de Laurentiis tampoco estaba satisfecho con su actuación y exigió cambiarlo. Everett McGill, que interpretaba al reverendo Lowe en forma humana, terminó interpretando la mayor parte de las escenas con traje de hombre lobo y se le atribuyó un doble papel.

## Lanzamiento
Silver Bullet fue estrenada en los cines de Estados Unidos por Paramount Pictures en octubre del año 1985. Recaudó $12.361.866 en la taquilla. 
La película fue lanzada en DVD por Paramount Home Entertainment, en el año 2002.